# 丈八镇
丈八镇，是中华人民共和国陕西省宝鸡市麟游县下辖的一个乡镇级行政单位。

## 行政区划
丈八镇下辖以下地区：
饮马泉村、丈八村、伙口村、居国寺村、桑坪村、曲家沟村、石家庄村、堡子村和常村。